# S.T.A.L.K.E.R.: Call of Pripyat
S.T.A.L.K.E.R.: Call of Pripyat er et first-person shooter videospil fra ukrainske GSC Gameworld, kun udgivet til PC. Det er det tredje spil i serien, men historien foregår lige efter hændelserne i S.T.A.L.K.E.R.: Shadow of Chernobyl som var det første spil i serien. Spillet blev først udgivet i SNG territorierne den 2. oktober 2009 og senere hen i Europa den 5. februar 2010.

## Plot
I Call of Pripyat spiller man som "Alexander Degtyarev" en agent/soldat fra de Ukrainske specialstyrker, der bliver sendt ind i Zonen for at finde ud af hvad der er sket med 5 militær helikoptere som er styrtet ned i Zonen. Helikopterne blev sendt på en mission for at forsøge at overtage kontrollen med Zonen, efter at den lidet berømte "Brainscorcher" blev sat ud af kraft, hvilket gjorde adgang til Zonens centrum, og ikke mindst kraftværket med sarkofagen, muligt. Men i stedet styrter helikopterne ned på mystisk vis, og det er nu op til spilleren at afdække under hvilke omstændigheder flyene er styrtet ned. Imidlertid modtager man ligesom i de øvrige to spil, en masse side missioner, og slutningen i spillet og plottets afsløring afhænger helt af hvordan spilleren håndterer visse situationer, om der er nogen af spillerens "venner" der er døde osv. På den måde kan spilleren få en forskellig slutning på spillet fra gang til gang det bliver spillet.

## Zonen
De to foregående spil foregik i nogenlunde samme omgivelser, men denne gang er spilfladen ny og forgår i og omkring spøgelsesbyen Pripyat, som eksisterer i virkeligheden. Spiludviklerne har gjort et stort stykke arbejde med at filme byen i virkeligheden, for derefter at genskabe den digitalt.
Verdenen spilleren kan bevæge sig i (The Zone) er delt op i 3 hoveddele, Zaton (hvor man starter), Jupiter, og selve Pripyat by. Spilleren kan ikke bevæge sig frit omkring fra start, visse missioner skal gennemføres før der "låses op" til de to øvrige områder Jupiter, og Pripyat. Rejse frem og tilbage mellem disse tre "underzoner" foregår via en guide som man betaler for at transportere sig frem og tilbage. Man kan også betale andre NPC'er for at tage spilleren et bestemt sted hen, hvilket sparer tid, og besvær for spilleren. Dette er især et fornuftigt træk tidligt i spillet hvor man ikke har specielt gode våben og udstyr.

## Faktioner
Der er som i de to foregående spil forskellige faktioner i zonen (bandits, monolith, stalkers osv). Dog er faktionskrigene fra forgængeren, Clear Sky, blevet fjernet igen. I stedet påvirker man spillet direkte igennem valg, hvilke missioner man påtager sig, hvem man vil samarbejde med osv. 

## Emissions
Ulig de to foregående spil, opstår der i Call of Pripyat, ca. 1 gang om dagen i spillet en Emission, eller "udbrud". Spilleren bliver advaret om dette ca 2 minutter før udbruddet sker, og skal så søge dækning i en bygning eller hule til udbruddet er ovre. Senere i spillet kan man dog købe medicin der gør man kan overleve et udbrud i det fri, hvilket bør prøves da spilproducenten har animeret disse udbrud ganske flot. Under et udbrud vil alle dyr, mennesker og væsener dø såfremt de ikke finder dækning. 

## Stemningen
Call of Pripyat indeholder samme stemning, og bygger på samme motor som de forrige to spil, dog er spilmotoren blevet opgraderet. Spillet er kompatibelt med ældre Direct X versioner således at spillet også kan spilles på ældre pc´ere. AI på NPC´erne i spillet er blevet betydelig opgraderet. Således ser man tit kampe opstå mellem forskellige grupper af mennesker, eller dyr og væsener. Alle NPC´er i spillet har ligesom spilleren i øvrigt også brug for mad, søvn osv, hvilket spilleren kan udnytte.

## Nye ting i Call of Pripyat
Spillet igennem skal spilleren som ved de to foregående spil sørge for at opgradere sit udstyr, spise, sove, og jage "Artifacts", relikvier som er en slags krystaller der opstår efter udbrud. Til forskel fra Shadow of Tjernobyl skal spilleren bruge en detektor for at finde disse relikvier, ellers dukker de ganske enkelt ikke op. Som spilleren får mulighed for at få bedre detektorer bliver det også nemmere at finde relikvier, og mere sjældne og værdifulde typer kan findes med bedre detektorer. 
Der ligesom i forgængerne er et antal "safehouses". Her kan spilleren nu typisk finde en samarit, en reperatør der kan reparere og tune dit udstyr, samt en "trader" som er en slags butik hvor spilleren kan sælge, og købe udstyr, våben, ammunition m.m.
Spillet har også fået et rigtigt fint autosave system, hvilket har manglet i de foregående to udgaver.
Når spillet slutter har spilleren mulighed for at blive i Zonen eller tage bort. Bliver man går man ind i en "free-play" afdeling hvor man kan færdiggøre de sidemissioner der er, eller gå på opdagelse. Spilleren kan til enhver tid kontakte en af flere guider for at slutte spillet ved at blive eskorteret ud af Zonen.